# On a Storyteller’s Night
On a Storyteller’s Night – piąty album studyjny angielskiego zespołu muzycznego Magnum, wydany w 1985 roku przez FM Records w Wielkiej Brytanii i przez Polydor Records w Niemczech. Album ten uważany jest jako przełomowy dla owej grupy.
Z albumu wydano dwa single – alternatywną wersję piosenki która ukazała się później na albumie, „Just Like an Arrow" w marcu 1985 i „On a Storyteller’s Night” w maju 1985. Album osiągnął 24. miejsce na brytyjskiej liście przebojów oraz pomógł grupie osiągnąć większą popularność w Europie.
W 2005 została wydana rozszerzona i odnowiona przez Sanctuary Records wersja albumu z okazji jego 20. rocznicy powstania, a jako dodatek dołączano do niej krążek zawierający materiał pochodzący z demografii grupy. Aby wesprzeć wydanie płyty zespół również koncertował, wykonując wszystkie piosenki z płyty po raz pierwszy jako całość na żywo.

## Lista utworów
1. „How Far Jerusalem” – 06:25
2. „Just Like an Arrow" – 03:22
3. „On a Storyteller’s Night” – 04:59
4. „Before First Light” – 03:52
5. „Les Morts Dansants” – 05:47
6. „Endless Love” – 04:30
7. „Two Hearts” – 04:25
8. „Steal Your Heart” – 03:59
9. „All England's Eyes” – 04:47
10. „The Last Dance” – 03:39

Utwory dodatkowe na reedycji z 2005 roku
1. „How Far Jerusalem” (demo) – 05:45
2. „Endless Love” (demo) – 03:49
3. „Before First Light” (demo) – 04:26
4. „All England's Eyes” (demo) – 04:50
5. „Come On Young Love #1” (demo) – 03:47
6. „Come On Young Love #2” (demo) – 03:30
7. „Cannon (a.k.a. Les Morts Dansants)” (demo) – 05:07
8. „The Last Dance” (demo) – 04:09
9. „Interview with Tony Clarkin and Bob Catley” (wywiad) – 24:46

Wszystkie utwory skomponował Tony Clarkin.

## Twórcy
Magnum
- Bob Catley – śpiew
- Tony Clarkin – gitara
- Wally Lowe – gitara basowa
- Mark Stanway – instrumenty klawiszowe
- Jim Simpson – perkusja

Muzycy dodatkowi
- Mo Birch – chórki (na „Les Morts Dansant”)
- Kex Gorin – perkusja (w rozszerzonym wydaniu, utwory 1, 3 – 5,8)